# Șimleu Silvaniei
Șimleu Silvaniei (Hongaars: Szilágysomlyó, Duits: Schomlenmarkt) is een stad in het district Sălaj, in de regio Transsylvanië, Roemenië.
Van de totale bevolking van 16.066 inwoners is volgens de volkstelling van 2002 zo'n 65,7% Roemeens, 25% Hongaars, 8,9% Roma en 0,4% van andere etniciteit.

## Geschiedenis
In de eerste vermelding van Șimleu Silvaniei in 1251 werd de plaats Vathasomlyova genoemd. Șimleu Silvaniei is sterk verbonden aan het hoogadellijk geslacht Báthory, die het 1351 in eigendom kreeg, waarna het hun voornaamste residentie in Transsylvanië werd. In de zestiende eeuw bouwden zij er een versterkt verblijf binnen een citadel, oorspronkelijk genaamd Báthory-vár, tegenwoordig Castelul din Șimleu Silvaniei. Herhaaldelijke Ottomaanse en Tataarse invallen zouden in de loop der eeuwen grote littekens nalaten in het plaatsje en het kasteel zou steeds verder vervallen. In 1774 werd het plaatsje eigenaar van het kasteel. Delen van de ruïnes van het Báthory citadel worden vanaf eind twintigste eeuw geconserveerd.
Tijdens de Tweede Wereldoorlog zijn de 1.496 Joodse inwoners van het plaatsje afgevoerd naar concentratiekampen. De meesten van hen zouden uiteindelijk belanden in het vernietigingskamp Auschwitz.

## Bevolkingssamenstelling
De stad heeft sinds 1880 een grote verandering ondergaan qua bevolkingssamenstelling. Het was lang een plaats onder Hongaarse dominantie met een grote Joodse gemeenschap. In de afgelopen eeuw verloren de Hongaren hun meerderheid en werd de stad een plaats onder Roemeense dominantie. De Joodse bevolking werd in de Tweede Wereldoorlog weggevoerd. De Hongaarse gemeenschap maakt nu ongeveer 20% van de bevolking uit. Dit maakt dat de minderheid rechten heeft om in de eigen taal met de gemeente te mogen corresponderen. 
De dorpen rondom de stad zijn nog wel grotendeels Hongaarstalig en maken deel uit van de etnografische regio Szilágyság.
| Jaar | Bevolking | Roemenen aantal | Hongaren aantal en percentage |
| ---- | --------- | --------------- | ----------------------------- |
| 1850 | 4.027     | 1.327 (32,9%)   | 2.396 (59,4%)                 |
| 1880 | 4.890     | 1.242 (25,4%)   | 3.541 (72,4%)                 |
| 1890 | 5.331     | 1.565 (29,3%)   | 3.701 (69,4%)                 |
| 1910 | 7.886     | 1.651 (20,9%)   | 6.110 (77,5%)                 |
| 1920 | 7.954     | 2.701 (33,9%)   | 3.511 (44,1%) en 1.597 Joden  |
| 1930 | 8.682     | 3.438 (39,8%)   | 3.936 (45,3%) 1.189 Joden     |
| 1941 | 10.353    | 2.740 (26,5%)   | 7.376 (71,2%) 81 Joden        |
| 1956 | 10.009    | 5.353 (53,5%)   | 4.357 (43,5%)                 |
| 1966 | 12.324    | 7.402 (60,0%)   | 4.517 (36,7%)                 |
| 1977 | 14.575    | 9.309 (63,9%)   | 4.637 (31,8%)                 |
| 1992 | 17.642    | 12.564 (71,2%)  | 4.977 (28,2%)                 |
| 2002 | 16.066    | 10.553 (65,7%)  | 4.010 (24,9%)                 |
| 2011 | 14.436    | 8.730 (60,5%)   | 3.000 (20,8%)                 |

Bron: adatbank.transindex.ro 